# 本田CR-V
本田CR-V（Honda CR-V）是一款由本田技研工业股份有限公司于1995年推出的小型SUV，於2006年推出第三代車型，於2011年於日本推出第四代車型，2017年推出第五代車型，Nissan X-Trail、豐田RAV4、三菱Outlander、福特Kuga、馬自達CX-5等車為其主要競爭對手。
車名由來有三種說法，其一為本田官網所載的「Comfortable Runabout Vehicle」（舒適輕便車），另一為「Compact Recreational Vehicle」（小型休闲车）；再为“Civic related vehicle”。

## 第一代（1995年）
時間：1995年－2000年
- 全長/寬/高（mm）4510/1750/1675
- 車身結構  HASS高剛性車體
- 軸距（mm）	2620
- 前/後輪距（mm）	1535/1535
- 最低距地高度（mm）205
- 最小迴轉半徑（m）5.3
- 排氣量(cc) 1972
- 壓縮比 8.8:1 / 2000改版 9.6:1
- 空車重量（kg）1472±50
- 汽油箱容量（L）58
- 型式 B20B L4
- 燃油系統 PGM-Fi 智慧型16位元電腦燃油噴射系統
- 最大馬力	126ps @ 5400rpm / 2000年改版148ps @6200rpm
- 最大扭力	18.4kg-m @ 4300rpm / 2000年改版18.4kg-m @5500rpm
- 變速系統	四速全自動變速箱附L/C鎖定離合器內置智慧型電腦控制斜坡邏輯變速系統 (GRADE LOGIC CONTROL SYSTEM +4AT) 。 2000年改版+O/D檔(OVER DRIVE)扭力提升驅動鈕
- 驅動方式	FF 或 REAL TIME 4WD
- 轉向系統	齒桿小齒輪/動力輔助
- 懸吊系統	四輪獨立雙A臂多連桿懸吊系統(前後防傾桿)
- 煞車系統	前碟後鼓(ABS)
- 輪胎尺寸	P205/70 R15 95S

1995年在日本推出的CR-V（底盤代碼RD1-RD3）是本田第一台由Hiroyuki Kawase設計的運動型多用途車。CR-V僅在日本本田Verno經銷商推出，由於外形寬度尺寸超過日本政府規定，被認為是日本的豪華車。對於北美市場，於1996年芝加哥車展上展出，並於1997年2月上市。

## 第二代（2001年）
時間：2001年－2006年
- 車身結構 G-CON 安全防護車體
- 全長/寬/高（mm） 4550/1780/165.8
- 軸距（mm） 2620
- 前輪距（mm） 1535
- 後輪距（mm） 1540
- 最小迴轉半徑（m） 5.2
- 空重（kg） 1465～1535±50
- 油箱容量（L） 50
- 引擎規格 K20A L4
- 汽門機構 i-VTEC智慧型可變汽門正時與揚程系統
- 供油方式 PGM-Fi多點噴射
- 排氣量 (c.c) 1998
- 壓縮比 9.8:1
- 最大馬力 150ps @ 6500rpm
- 最大扭力 19.4kg-m @ 4000rpm
- 傳動方式 FF 或 Real Time 4WD
- 變速箱型式 4AT附O/D檔開關  Grade Logic 智慧型斜坡邏輯變速系統
- 前懸吊 連桿式附前防傾桿
- 後懸吊 連桿式雙A臂附後防傾桿
- 輪胎規格 205/70R15
- 轉向系統 RP齒桿小齒輪/動力輔助方向機
- 煞車系統 四輪碟煞附ABS+BA+EBD
- 手煞車 機械式後輪內鼓煞

更大更重的第2代CR-V（底盤代碼RD4-RD8）是基於第7代Civic的平台全面重新設計，由K20A1/24A1引擎提供動力。儘管動力增加，新CR-V保留了以前型號的燃油經濟性，部分原因在於搭載有i-VTEC引擎系統。新開發的底盤具有增加的扭轉和彎曲剛性，而新懸吊具有前端控制連接麥佛遜支柱和後多連桿雙A臂；緊湊的後懸掛將貨物空間增加到2,000公升之多。第2代CR-V是2002年和2003年的《Car and Driver》雜誌“最佳小型SUV”。2002至2004年的模型年份之間的改款變化很小，分別是在後兩年擴大了中間車廂和增加了前排乘客門鎖。CR-V的成功促使本田推出入門級SUV元素。

### Real Time 4WD的問題
與第一代車款有著共同的毛病，雖然是4WD車款，但設計之初是以城市小型SUV的概念設計，不能真正拿來做離開道路的越野操作。後軸上的驅動軸咬合器只有在驅動輪打滑時才會由油壓系統將後傳動系統打開，長時間上坡後會因為過熱而傳遞效能銳減，造成動力在咬合器中流失掉以外，有少部份駕駛者反應比FF更無動力，出現只是出停車場斜坡上坡打滑往後撞牆的情況，由於沒有手動切換控制，駕駛該輛車款爬坡時需要謹慎小心。

## 第三代（2006年）
時間：2007年－2012年
- 長/寬/高（mm）：4520/1820/1680
- 軸距（mm）:2620
- 前/後輪距（mm）:1565/1565
- 迴轉半徑（m）:5.5
- 油箱容量（L）:58
- 引擎形式： 2.0L:R20A1 L4 i-VTEC / 2.4L:K24Z1 L4 i-VTEC
- 變速箱形式：5AT
- 馬力輸出：2.0L:150ps @ 6200rpm、2.4L: 170ps @ 5800rpm
- 扭力輸出：2.0L:19.4kg-m @ 4200rpm、2.4L: 22.4kg-m @ 4200rpm
- 煞車系統:四輪碟煞
- 傳動系統：FF前輪、適時4WD
- 懸吊系統:前：麥花臣 後：雙A臂

2006年9月下旬，第三代CR-V在美國上市，第三代CR-V是為2007年型號推出的。與先前兩代的型號不同，它後尾門改成上掀式而不是側開式後門，並且不再將備胎安裝於後門上，同時這代開始將排檔桿移至一般車輛位置並取消車內中央走道。

## 第四代（2011年）
時間：2012年－2016年
- 車體結構	ACE鋼骨防護車體
- 全長/寬/高 （mm）4,545/1,820/1,685
- 軸距 （mm）2,620
- 前輪距 （mm）1,565
- 後輪距 （mm）1,565
- 最小迴轉半徑（m） 5.54
- 空車重（kg）1,450 ～1,560 ± 50
- 油箱容量（ L）58
- 引擎型式	2.0L:R20A7 L4 i-VTEC / 2.4L:K24Z8 L4 i-VTEC
- 汽門機構	i-VTEC智慧型可變汽門正時與揚程電子控制系統
- 供油方式	PGM-FI多點噴射
- 馬力輸出：2.0L:155ps @ 6500rpm、2.4L: 190ps @ 7000rpm
- 扭力輸出：2.0L:19.4kg-m @ 4300rpm、2.4L: 22.6kg-m @ 4400rpm
- 引擎壓縮比：2.0L： 10.6:1 、2.4L：10.0:1
- 傳動系統　FF 或 全時四輪驅動（AWD）
- 變速箱系統	5AT

第4代CR-V概念車於2011年9月在橘郡國際車展上亮相，量產版本在2011年底洛杉磯車展上亮相並於2011年12月15日在美國上市。
它採用2.4升i-VTEC直列四缸引擎，一舉提昇至190ps/22.6kg-m的動力輸出來迎合越來越重的車體重量，同時配備全新的全時四輪驅動（AWD），具有電子智慧控制系統算是改善前三代車型的四輪傳動問題。所有第4代CR-V配備了5速自動變速器。

## 第五代（2016年）
第五代CR-V首度於2016年10月在底特律正式發表，預定於12月以2017年份車款在北美市場開始銷售。第五代的基本架構將使用與第十代Civic相同的本田中小型車平臺部份地區入門車款使用出力達184hp、180lb-ft的Earth Dream 2.4升 i-VTEC自然進氣引擎。
主力車款將使用代號L15B出力達190hp、179lb-ft的1.5升DOHC渦輪增壓引擎。雖然兩部引擎出力相近，這具渦輪增壓引擎將可在2000至5000rpm時達到扭力輸出高點。在臺灣的稅制方面剛好小一個級距，可以進一步的減輕消費者稅賦上的負擔。
之前只在最高Touring等級配備的「本田感測」安全套件將在EX以上等級成為標準配備，其中包括主動車距調節定速巡航（Adaptive Cruise Control；ACC）、碰撞緩解煞車（Collision Mitigation Braking；CMBS）、及車道維持輔助（Lane Keeping Assist；LKAS）。新安全套件如加上後方橫向交通監視系統（Rear Cross Traffic Monitor；CTM）的盲點偵測系統（Blind Spot Information；BSI）取代了裝置在前一代CR-V的「LaneWatch」系統，裝置了自動遠光燈（Auto High Beam；HSS）的大燈也將裝置在這一代CR-V上。
國際標配包含LED日間行車燈、18吋鋁合金鋼圈以及具有自動電子手煞車。頂級車款新功能還包括電動後尾門、水箱罩自動隔柵系統、7吋顯示器系統和LED大燈，支援Android Auto ＆ Apple CarPlay。

### 東風本田機油增多事件
2018年初起中國大陸有28各省市大規模回報，購買的最新款東風本田CR-V有機油異常增多事件，通常汽車機油只會越用越少，莫名多出油量是怪異現象可能有深層問題。事件爆發初期有部分4S店以幫顧客更改機油尺和改說明手冊方式處理，並不斷強調不是大問題只是小毛病，然而這種處理反而導致事件在網路更多發酵增長。
2018年3月份央視開始介入報導此一問題，記者使用潛入偷拍方式，發現本田4S店對此一問題採取防禦抵抗態度，有店長聲稱整件事是敵對車廠汙衊造謠，也有店長還在使用更改機油尺和改說明手冊等應對。20日開始新聞見報，國家質檢總局背書採信廣州機械工業油品檢驗中心報告，顯示該款車一升機油內含有75毫升汽油，表示有汽油外洩進入機油箱的問題屬實。質檢總局約談本田後，公司做出CR-V 1500cc渦輪版汽車全面停售並召回決定，之後央視追蹤報導發現停售20天後還有直營銷售店在賣車，只是在條約上加一怪異條款說「已經告知本款車況全部訊息，消費者表示認可」，央視報導中說明此條款為違法條款，有簽字也一概無效，若打消費糾紛官司不會被採信。

### 動力編成
| Engine               | Horsepower                   | Torque                                  |
| -------------------- | ---------------------------- | --------------------------------------- |
| 2.0L I4 R20A         | 152 hp（113 kW） @ 6,500 rpm | 139 lb·ft（188 N·m） @ 4,300 rpm        |
| 2.4L I4 K24Z8        | 190 hp（140 kW） @ 7,000 rpm | 163 lb·ft（221 N·m） @ 4,400 rpm        |
| 1.5L I4 Turbo L15B7  | 190 hp（140 kW） @ 5,600 rpm | 179 lb·ft（243 N·m） @ 2,200～5,600 rpm |
| 1.6L I4 Turbo Diesel | 160 hp（120 kW） @ 4,000 rpm | 258 lb·ft（350 N·m） @ 2,000～4,000 rpm |

### 安全性
| Overall:           | 5/5颗星 |
| Frontal Driver:    | 5/5颗星 |
| Frontal Passenger: | 5/5颗星 |
| Side Driver:       | 5/5颗星 |
| Side Passenger:    | 5/5颗星 |
| Side Pole Driver:  | 5/5颗星 |
| Rollover FWD:      | / 16.3% |

## 第六代（2022年）
時間：2022年至今
大改款6代CR-V最早是在2022年9月於北美正式登場，隨後中規以及泰規版本在2023年陸續發表，台灣於2023年7月上市。

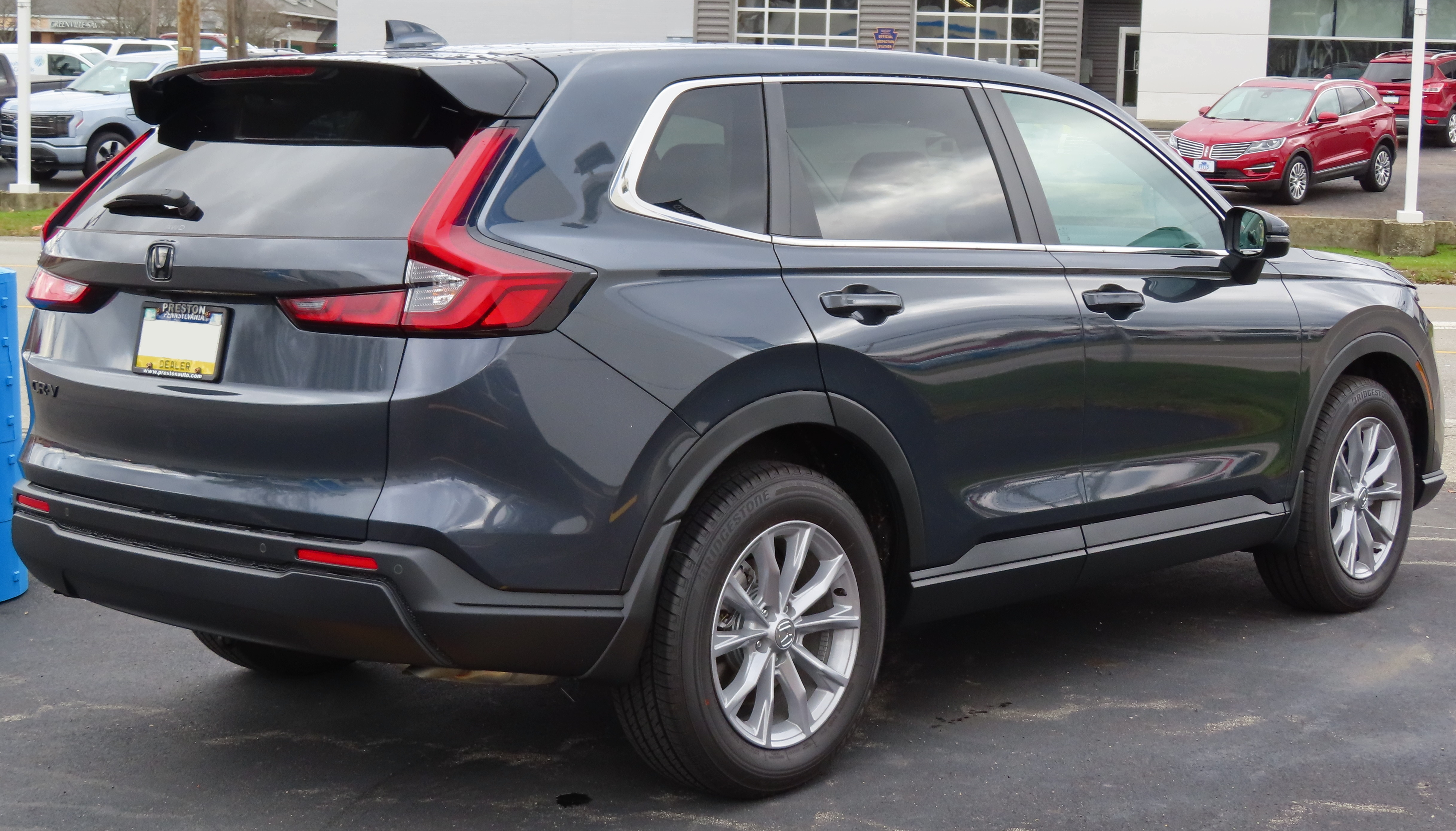
車尾
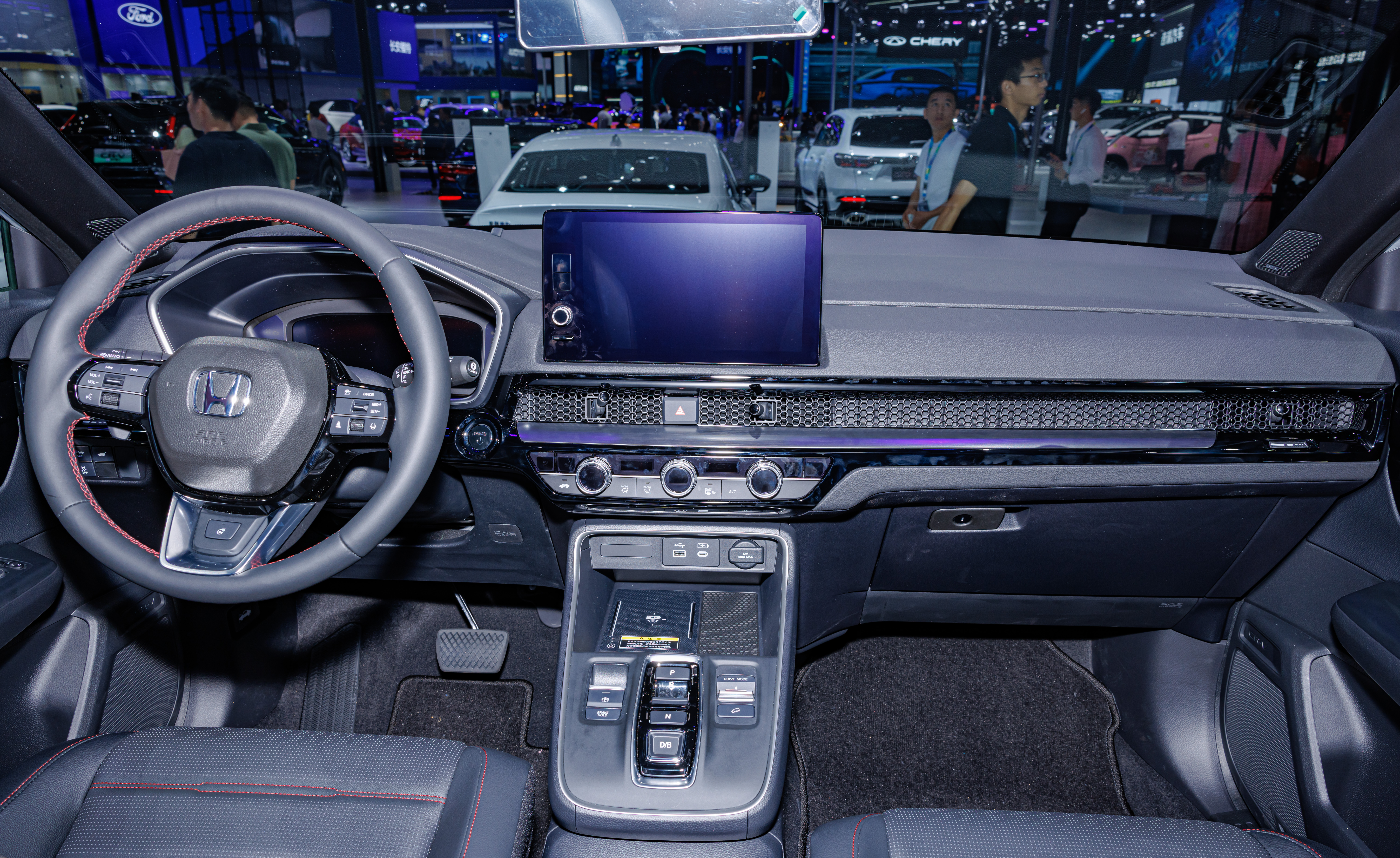
內裝
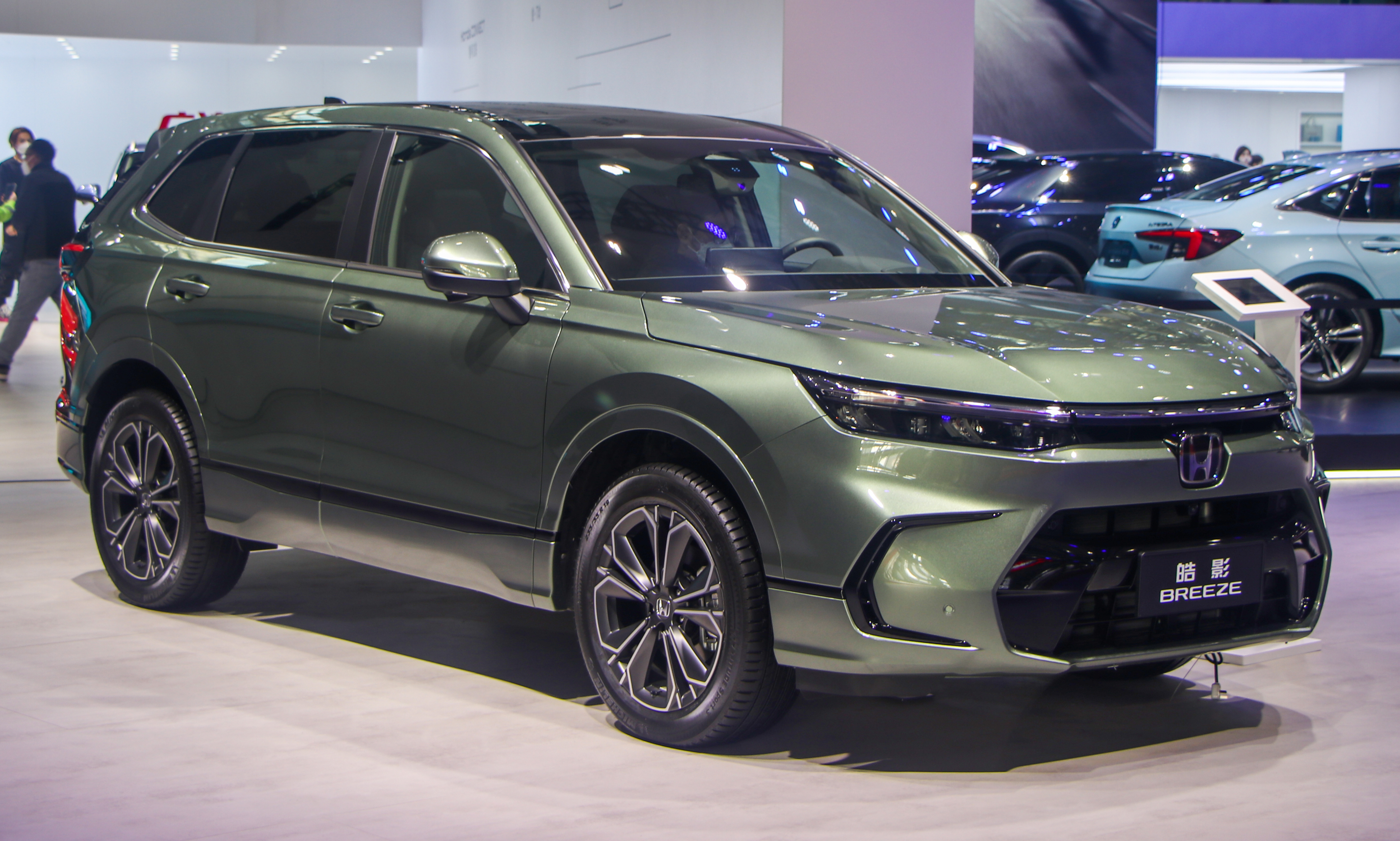
本田皓影（中國）

## 各地市場概況
- 中國：由东风本田汽车有限公司生产。
- 臺灣：第一代車款是由三陽工業代理進口及生產。第二、三、四、五、六代則是由台灣本田所生產。

## 外部連結
- 官方网站